# Embaixada de facto
Uma embaixada de facto é um escritório ou organização que serve como uma embaixada de facto na ausência de relações diplomáticas normais ou oficiais entre os países, geralmente para representar as nações que carecem de pleno reconhecimento diplomático, regiões ou dependências de países ou territórios sobre os quais a soberania é disputada. Em alguns casos, imunidade diplomática e extraterritorialidade podem ser concedidas.